# 三保站
三保站（日语：／ Orido eki */?）是位於靜岡縣清水市（現時：靜岡市清水區）三保，日本國有鐵道（國鐵）的清水港線車站（廢站）。

## 歷史
- 1944年（昭和19年）7月1日 - 國鐵東海道本線開設此貨運車站[1]。
- 1944年（昭和19年）9月 - 日本輕金屬清水工場開始作業，連接該工場的專用線開始使用。
- 1944年（昭和19年）12月1日 - 開設客運業務（成為一般車站）。同時所屬線變更為清水港線[2]。
- 1984年（昭和59年）2月1日 - 結束處理行李。
- 1984年（昭和59年）4月1日 -　清水港線廢線，此站也被廢除[3]。

## 車站構造
截至車站廢除前，車站是一座地面車站，設有1面1線的單式月台。月台位於站內東邊。月台鄰接古老車站大樓。車站大樓南邊設有1面1線的貨運月台，另外設有數條側線用作停泊其他車輛。
車站西邊設有專用線連接日本輕金屬清水工場和三井・杜邦氟化工清水工場。前者為電解工場，從該處運送氧化鋁前往蒲原站和新潟站。後者主要運送鹽酸。

## 車站周邊
車站遺址建設了名為「三保親睦廣場」的公園。公園內設有車站遺蹟，部分月台上長滿草。也展出了曾經在路線內行走的小型柴油機車，以及日本輕金屬擁有的私家罐車（運送氧化鋁）TaKi8450形TaKi8453。舊站前設有靜鐵Justline巴士站。在廢除後長久以來仍然使用「三保站前」這個巴士站名稱。在公園建設完成後，巴士站名稱改為「三保親睦廣場」。
- 三保之松原
- 三保造船
- 三井・杜邦氟化工清水工場
- 日本輕金屬（日语：日本軽金属）清水工場

## 相鄰車站
日本國有鐵道
清水港線
折戶－三保

## 注腳
1. ↑  「運輸通信省告示第332号・第333号」《官報》1944年06月30日（國立國會圖書館數碼化收藏）
2. ↑  「運輸通信省告示第579号・第580号・第581号」《官報》1944年11月30日（國立國會圖書館數碼化收藏）
3. ↑  . 交通新聞 (交通協力会). 1984-01-28: 2 （日语）.